# Lutte contre les oiseaux

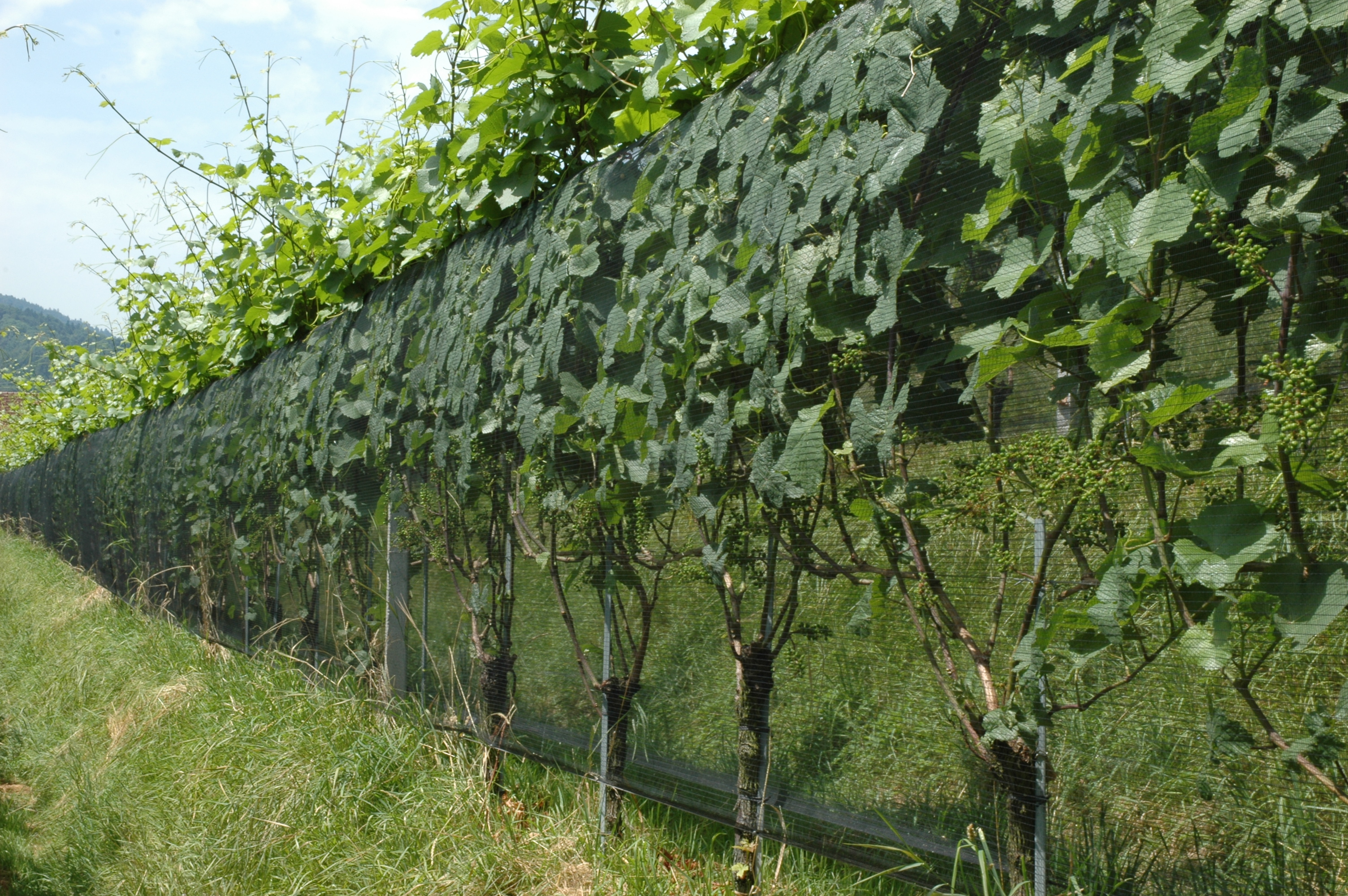
Fliet anti-oiseaux (et anti-grêle) sur pieds de vigne.

La lutte contre les oiseaux comprend un ensemble de techniques et méthodes utilisées pour éliminer des oiseaux ravageurs ou nuisibles ou les dissuader de se poser, de se percher ou de nicher, aussi bien en milieu urbain qu'en milieu agricole.
La lutte contre les oiseaux est importante d'une part sur le plan sanitaire, parce que les oiseaux sont souvent porteurs de germes et peuvent transmettre, notamment par leurs excréments, des maladies telles que l'histoplasmose, la cryptococcose et la psittacose, et d'autre part parce qu'ils peuvent causer des dégâts aux cultures, notamment les vergers, ou aux denrées entreposées.
Les fientes d'oiseaux peuvent également causer des dommages aux équipements privés et publics.

## Méthodes
Les méthodes de lutte contre les oiseaux sont très variées et comprennent entre autres la dissuasion physique, la dissuasion visuelle, des dispositifs d'effarouchement sonores, l'utilisation d'oiseaux de proie (fauconnerie), l'emploi de substances chimiques, de produits contraceptifs et de barrières actives.
Les oiseaux s'adaptent en général rapidement aux dispositifs de lutte les plus statiques parce qu'ils constituent de fausses menaces. Les dispositifs de lutte anti-aviaire qui sont les plus efficaces consistent soit à bloquer  physiquement les oiseaux, soit à modifier activement leur comportement au moyen de chocs doux et inoffensifs.